# Coppa della Regina (calcio)
La Coppa della Regina è la coppa nazionale calcistica spagnola riservata a formazioni di calcio femminile, che si tiene sotto l'egida della RFEF. Viene organizzata a cadenza annuale al termine della Primera División Femenina e vi partecipano tutte le squadre della Primera División. Il Barcellona è la squadra ad aver vinto il maggior numero di edizioni, undici.

## Storia
Nel 1983 la federazione spagnola riconobbe la competizione per formazioni di calcio femminile, nata un paio di anni prima come Copa Reina Sofia, e la rinominò Campeonato de España de Fútbol Femenino. Essendo l'unica competizione di calcio femminile in Spagna, il torneo ne rappresentava il vertice. Nel 1988 la RFEF creò il campionato spagnolo femminile di calcio e ribattezzò il Campeonato de España in Copa de la Reina. Inizialmente vi partecipavano le squadre campioni delle leghe regionali, ma dal 2002 partecipano solamente squadre della Primera División (Superliga fino al 2011).

## Formato
Il formato della competizione è cambiato negli anni. A partire dal 2002 il torneo si disputa al termine del campionato e partecipano le prime otto classifica della Primera División (Superliga fino al 2011). solamente nell'edizione 2012 vi parteciparono solamente le prime quattro classificate in Primera División. Le otto squadre partecipanti si affrontano in turni ad eliminazione diretta in partita unica e in campo neutro a partire dai quarti di finale.

## Albo d'oro

### Campeonato de España de Fútbol Femenino
| Edizione | Vincitore       |
| -------- | --------------- |
| 1983     | Karbo Deportivo |
| 1984     | Karbo Deportivo |
| 1985     | Karbo Deportivo |
| 1986     | Porvenir CF     |
| 1987     | Oiartzun        |
| 1988     | Oiartzun        |

### Coppa della Regina
| Edizione  | Vincitore            |
| --------- | -------------------- |
| 1989      | Parque Alcobendas    |
| 1990      | Añorga KKE           |
| 1991      | Añorga KKE           |
| 1992      | Oroquieta Villaverde |
| 1993      | Añorga KKE           |
| 1994      | Barcellona           |
| 1995      | Oroquieta Villaverde |
| 1996      | Espanyol             |
| 1997      | Espanyol             |
| 1998      | Málaga               |
| 1999      | Oroquieta Villaverde |
| 2000      | Levante              |
| 2001      | Levante              |
| 2002      | Levante              |
| 2003      | Sabadell             |
| 2004      | Levante              |
| 2005      | Levante              |
| 2006      | Espanyol             |
| 2007      | Levante              |
| 2008      | Rayo Vallecano       |
| 2009      | Espanyol             |
| 2010      | Espanyol             |
| 2011      | Barcellona           |
| 2012      | Espanyol             |
| 2013      | Barcellona           |
| 2014      | Barcellona           |
| 2015      | Huelva               |
| 2016      | Atlético Madrid      |
| 2017      | Barcellona           |
| 2018      | Barcellona           |
| 2018-2019 | Real Sociedad        |
| 2019-2020 | Barcellona           |
| 2020-2021 | Barcellona           |
| 2021-2022 | Barcellona           |
| 2022-2023 | Atlético Madrid      |
| 2023-2024 | Barcellona           |
| 2024-2025 | Barcellona           |

## Statistiche

### Titoli per squadra
| Titoli | Squadra              | Anni                                                                                      |
| ------ | -------------------- | ----------------------------------------------------------------------------------------- |
| 11     | Barcellona           | 1994, 2011, 2013, 2014, 2017, 2018, 2019-2020, 2020-2021, 2021-2022, 2023-2024, 2024-2025 |
| 6      | Espanyol             | 1996, 1997, 2006, 2009, 2010, 2012                                                        |
| 6      | Levante              | 2000, 2001, 2002, 2004, 2005, 2007                                                        |
| 3      | Karbo Deportivo      | 1983, 1984, 1985                                                                          |
| 3      | Añorga KKE           | 1990, 1991, 1993                                                                          |
| 3      | Oroquieta Villaverde | 1992, 1995, 1999                                                                          |
| 2      | Atlético Madrid      | 2016, 2022-2023                                                                           |
| 2      | Oiartzun             | 1987, 1988                                                                                |
| 1      | Porvenir CF          | 1986                                                                                      |
| 1      | Parque Alcobendas    | 1989                                                                                      |
| 1      | Málaga               | 1998                                                                                      |
| 1      | Sabadell             | 2003                                                                                      |
| 1      | Rayo Vallecano       | 2008                                                                                      |
| 1      | Huelva               | 2015                                                                                      |
| 1      | Real Sociedad        | 2018-2019                                                                                 |